# Championnats du monde de patinage artistique 1997
Navigation
Mondiaux 1996 Mondiaux 1998
Les championnats du monde de patinage artistique 1997 ont lieu du 16 au 23 mars 1997 à la patinoire de Malley à Lausanne en Suisse.

## Qualifications
Les patineurs sont éligibles à l'épreuve s'ils représentent une nation membre de l'Union internationale de patinage (International Skating Union en anglais) et s'ils ont atteint l'âge de 15 ans avant le 1er juillet 1996. Les fédérations nationales sélectionnent leurs patineurs en fonction de leurs propres critères.
Sur la base des résultats des championnats du monde 1996, l'Union internationale de patinage autorise chaque pays à avoir de une à trois inscriptions par discipline.
| Entrées                                                    | Messieurs                       | Dames                                    | Couples                  | Danse sur glace                                           |
| ---------------------------------------------------------- | ------------------------------- | ---------------------------------------- | ------------------------ | --------------------------------------------------------- |
| 3                                                          | Russie États-Unis               | Russie États-Unis                        | Russie États-Unis        | Russie                                                    |
| 2                                                          | Allemagne Canada France Ukraine | Allemagne Azerbaïdjan Chine France Japon | Allemagne Canada Ukraine | Canada France Italie Lituanie Tchéquie Ukraine États-Unis |
| Les pays non listés dans ce tableau ont droit à une entrée |                                 |                                          |                          |                                                           |

Pour la cinquième année, l'Union internationale de patinage impose une ronde des qualifications pour les catégories individuelles masculine et féminine. Les qualifications sont divisées en deux groupes A et B. Pour les mondiaux 1997, le top 15 de chaque groupe accède au programme court, puis le top 24 accède au programme libre. Les scores des qualifications ne comptent pas pour le score final.

## Podiums
| Épreuves                            | Or                                   | Argent                               | Bronze                           |
| ----------------------------------- | ------------------------------------ | ------------------------------------ | -------------------------------- |
| Messieurs résultats détaillés       | Elvis Stojko                         | Todd Eldredge                        | Aleksey Yagudin                  |
| Dames résultats détaillés           | Tara Lipinski                        | Michelle Kwan                        | Vanessa Gusmeroli                |
| Couples résultats détaillés         | Mandy Wötzel / Ingo Steuer           | Marina Eltsova / Andrei Bushkov      | Oksana Kazakova / Artur Dmitriev |
| Danse sur glace résultats détaillés | Oksana Grichtchouk / Ievgueni Platov | Anzhelika Krylova / Oleg Ovsiannikov | Shae-Lynn Bourne / Victor Kraatz |

## Tableau des médailles
| Rang  | Nation     | Or | Argent | Bronze | Total |
| ----- | ---------- | -- | ------ | ------ | ----- |
| 1     | Russie     | 1  | 2      | 2      | 5     |
| 2     | États-Unis | 1  | 2      | 0      | 3     |
| 3     | Canada     | 1  | 0      | 1      | 2     |
| 4     | Allemagne  | 1  | 0      | 0      | 1     |
| 5     | France     | 0  | 0      | 1      | 1     |
| Total | Total      | 4  | 4      | 4      | 12    |

## Détails des compétitions
Pour la saison 1996/1997, les calculs des points se font selon la méthode suivante :
- chez les Messieurs, les Dames et les Couples artistiques (0.5 point par place pour le programme court, 1 point par place pour le programme libre)
- en danse sur glace (0.4 point par place pour les deux danses imposées, 0.6 point par place pour la danse originale, 1 point par place pour la danse libre)

### Messieurs
| Rang                                        | Nom                    | Nation         | Qualif. A | Qualif. B | Points | Prog. court | Prog. libre |
| ------------------------------------------- | ---------------------- | -------------- | --------- | --------- | ------ | ----------- | ----------- |
| 1                                           | Elvis Stojko           | Canada         | 2         |           | 3.0    | 4           | 1           |
| 2                                           | Todd Eldredge          | États-Unis     | 1         |           | 3.0    | 2           | 2           |
| 3                                           | Aleksey Yagudin        | Russie         | 6         |           | 5.5    | 5           | 3           |
| 4                                           | Vyacheslav Zahorodnyuk | Ukraine        | 3         |           | 7.0    | 6           | 4           |
| 5                                           | Ilia Kulik             | Russie         |           | 2         | 7.5    | 3           | 6           |
| 6                                           | Andrejs Vlascenko      | Allemagne      | 4         |           | 10.0   | 10          | 5           |
| 7                                           | Michael Weiss          | États-Unis     |           | 4         | 12.5   | 9           | 8           |
| 8                                           | Igor Pashkevich        | Azerbaïdjan    | 5         |           | 13.0   | 12          | 7           |
| 9                                           | Jeffrey Langdon        | Canada         |           | 5         | 14.5   | 11          | 9           |
| 10                                          | Takeshi Honda          | Japon          |           | 7         | 15.5   | 7           | 12          |
| 11                                          | Steven Cousins         | Royaume-Uni    |           | 9         | 19.5   | 17          | 11          |
| 12                                          | Éric Millot            | France         |           | 3         | 19.5   | 13          | 13          |
| 13                                          | Laurent Tobel          | France         |           | 6         | 20.0   | 20          | 10          |
| 14                                          | Cornel Gheorghe        | Roumanie       | 8         |           | 23.0   | 18          | 14          |
| 15                                          | Michael Shmerkin       | Israël         | 11        |           | 24.0   | 8           | 20          |
| 16                                          | Szabolcs Vidrai        | Hongrie        | 7         |           | 24.5   | 15          | 17          |
| 17                                          | Konstantin Kostin      | Lettonie       |           | 8         | 25.0   | 14          | 18          |
| 18                                          | Michael Tyllesen       | Danemark       |           | 12        | 25.5   | 19          | 16          |
| 19                                          | Zhengxin Guo           | Chine          | 12        |           | 26.0   | 22          | 15          |
| 20                                          | Roman Skorniakov       | Ouzbékistan    |           | 13        | 27.0   | 16          | 19          |
| 21                                          | Michael Hopfes         | Allemagne      |           | 10        | 31.5   | 21          | 21          |
| 22                                          | Anthony Liu            | Australie      | 9         |           | 34.0   | 24          | 22          |
| 23                                          | Ivan Dinev             | Bulgarie       | 13        |           | 35.5   | 23          | 24          |
| 24                                          | Patrick Meier          | Suisse         | 16        |           | 36.0   | 26          | 23          |
| Abandon                                     | Aleksey Urmanov        | Russie         |           | 1         |        | 1           |             |
| Patineurs éliminés après le programme court |                        |                |           |           |        |             |             |
| 26                                          | Markus Leminen         | Finlande       | 14        |           |        | 25          | NC          |
| 27                                          | Gilberto Viadana       | Italie         |           | 14        |        | 27          | NC          |
| 28                                          | Lee Kyu-hyun           | Corée du Sud   |           | 11        |        | 28          | NC          |
| 29                                          | Robert Grzegorczyk     | Pologne        |           | 15        |        | 29          | NC          |
| 30                                          | Patrick Schmit         | Luxembourg     | 10        |           |        | 30          | NC          |
| 31                                          | Vakhtang Murvanidze    | Géorgie        | 15        |           |        | 31          | NC          |
| Patineurs éliminés après les qualifications |                        |                |           |           |        |             |             |
| 32                                          | Jordi Pedro            | Espagne        |           | 16        |        | NC          | NC          |
| 33                                          | Alexander Murashko     | Biélorussie    | 17        |           |        | NC          | NC          |
| 33                                          | Margus Hernits         | Estonie        |           | 17        |        | NC          | NC          |
| 35                                          | Karel Nekola           | Tchéquie       | 18        |           |        | NC          | NC          |
| 35                                          | Daniel Hollander       | États-Unis     |           | 18        |        | NC          | NC          |
| 37                                          | Ferdi Skoberla         | Afrique du Sud | 19        |           |        | NC          | NC          |
| 37                                          | Róbert Kažimír         | Slovaquie      |           | 19        |        | NC          | NC          |
| 39                                          | Youri Litvinov         | Kazakhstan     | 20        |           |        | NC          | NC          |
| 39                                          | David Liu              | Taipei chinois |           | 20        |        | NC          | NC          |
| 41                                          | Riccardo Olavarrieta   | Mexique        | 21        |           |        | NC          | NC          |
| 41                                          | Florian Tuma           | Autriche       |           | 21        |        | NC          | NC          |
| 43                                          | Yan-Ho Brian Chan      | Hong Kong      | 22        |           |        | NC          | NC          |
| 43                                          | Matthew van den Broeck | Belgique       |           | 22        |        | NC          | NC          |
| Forfait                                     | Armen Asoyan           | Arménie        | NC        | NC        |        | NC          | NC          |

### Dames
| Rang                                          | Nom                   | Nation         | Qualif. A | Qualif. B | Points | Prog. court | Prog. libre |
| --------------------------------------------- | --------------------- | -------------- | --------- | --------- | ------ | ----------- | ----------- |
| 1                                             | Tara Lipinski         | États-Unis     |           | 1         | 2.5    | 1           | 2           |
| 2                                             | Michelle Kwan         | États-Unis     | 1         |           | 3.0    | 4           | 1           |
| 3                                             | Vanessa Gusmeroli     | France         | 2         |           | 5.0    | 2           | 4           |
| 4                                             | Irina Sloutskaïa      | Russie         | 3         |           | 6.0    | 6           | 3           |
| 5                                             | Maria Butyrskaya      | Russie         |           | 3         | 6.5    | 3           | 5           |
| 6                                             | Laëtitia Hubert       | France         | 9         |           | 10.5   | 7           | 7           |
| 7                                             | Krisztina Czakó       | Hongrie        | 4         |           | 10.5   | 5           | 8           |
| 8                                             | Julia Lautowa         | Autriche       |           | 5         | 11.5   | 11          | 6           |
| 9                                             | Yulia Lavrenchuk      | Ukraine        |           | 4         | 14.5   | 9           | 10          |
| 10                                            | Eva-Maria Fitze       | Allemagne      | 8         |           | 17.0   | 16          | 9           |
| 11                                            | Joanne Carter         | Australie      | 10        |           | 17.0   | 10          | 12          |
| 12                                            | Olga Markova          | Russie         |           | 7         | 18.5   | 15          | 11          |
| 13                                            | Nicole Bobek          | États-Unis     |           | 2         | 19.0   | 8           | 15          |
| 14                                            | Zuzanna Szwed         | Pologne        | 5         |           | 20.0   | 12          | 14          |
| 15                                            | Lucinda Ruh           | Suisse         |           | 6         | 22.0   | 18          | 13          |
| 16                                            | Lenka Kulovaná        | Tchéquie       | 7         |           | 25.0   | 14          | 18          |
| 17                                            | Tatiana Malinina      | Ouzbékistan    |           | 12        | 27.5   | 17          | 19          |
| 18                                            | Fumie Suguri          | Japon          |           | 10        | 28.0   | 24          | 16          |
| 19                                            | Alisa Drei            | Finlande       |           | 8         | 28.0   | 22          | 17          |
| 20                                            | Mojca Kopač           | Slovénie       | 13        |           | 28.5   | 13          | 22          |
| 21                                            | Julia Vorobieva       | Azerbaïdjan    | 6         |           | 30.0   | 20          | 20          |
| 22                                            | Helena Grundberg      | Suède          |           | 13        | 32.5   | 23          | 21          |
| 23                                            | Hanae Yokoya          | Japon          |           | 9         | 32.5   | 19          | 23          |
| Abandon                                       | Susan Humphreys       | Canada         | 12        |           |        | 21          |             |
| Patineuses éliminées après le programme court |                       |                |           |           |        |             |             |
| 25                                            | Chen Lu               | Chine          |           | 11        |        | 25          | NC          |
| 26                                            | Tony Bombardieri      | Italie         | 15        |           |        | 26          | NC          |
| 27                                            | Zuzana Paurova        | Slovaquie      | 14        |           |        | 27          | NC          |
| 28                                            | Marta Andrade         | Espagne        | 11        |           |        | 28          | NC          |
| 29                                            | Ivana Jakupcevic      | Croatie        |           | 15        |        | 29          | NC          |
| 30                                            | Sofia Penkova         | Bulgarie       |           | 14        |        | 30          | NC          |
| Patineuses éliminées après les qualifications |                       |                |           |           |        |             |             |
| 31                                            | Valeria Trifancova    | Lettonie       | 16        |           |        | NC          | NC          |
| 31                                            | Yankun Du             | Chine          |           | 16        |        | NC          | NC          |
| 33                                            | Valentina Gazeleridou | Grèce          | 17        |           |        | NC          | NC          |
| 33                                            | Shirene Human         | Afrique du Sud |           | 17        |        | NC          | NC          |
| 35                                            | Noemi Bedo            | Roumanie       | 18        |           |        | NC          | NC          |
| 35                                            | Zoe Jones             | Royaume-Uni    |           | 18        |        | NC          | NC          |
| 37                                            | Patricia Ferriot      | Belgique       | 19        |           |        | NC          | NC          |
| 37                                            | Jung Min-ju           | Corée du Sud   |           | 19        |        | NC          | NC          |
| 39                                            | Ja-Lin Weng           | Taipei chinois | 20        |           |        | NC          | NC          |
| 39                                            | Kaja Hanevold         | Norvège        |           | 20        |        | NC          | NC          |
| 41                                            | Liina-Grete Lilender  | Estonie        | 21        |           |        | NC          | NC          |
| 41                                            | Rita Dolly Auyeung    | Hong Kong      |           | 21        |        | NC          | NC          |
| Forfait                                       | Veronika Dytrt        | Allemagne      | NC        | NC        |        | NC          | NC          |

### Couples
| Rang                                    | Nom                                     | Nation      | Points | Prog. court | Prog. libre |
| --------------------------------------- | --------------------------------------- | ----------- | ------ | ----------- | ----------- |
| 1                                       | Mandy Wötzel / Ingo Steuer              | Allemagne   | 1.5    | 1           | 1           |
| 2                                       | Marina Eltsova / Andrei Bushkov         | Russie      | 3.0    | 2           | 2           |
| 3                                       | Oksana Kazakova / Artur Dmitriev        | Russie      | 6.0    | 6           | 3           |
| 4                                       | Kyoko Ina / Jason Dungjen               | États-Unis  | 6.5    | 5           | 4           |
| 5                                       | Jenni Meno / Todd Sand                  | États-Unis  | 7.0    | 4           | 5           |
| 6                                       | Kristy Sargeant / Kris Wirtz            | Canada      | 10.0   | 8           | 6           |
| 7                                       | Sarah Abitbol / Stéphane Bernadis       | France      | 10.5   | 7           | 7           |
| 8                                       | Dorota Zagórska / Mariusz Siudek        | Pologne     | 13.5   | 11          | 8           |
| 9                                       | Elena Berejnaïa / Anton Sikharulidze    | Russie      | 13.5   | 3           | 12          |
| 10                                      | Peggy Schwarz / Mirko Müller            | Allemagne   | 14.5   | 9           | 10          |
| 11                                      | Xue Shen / Hongbo Zhao                  | Chine       | 16.0   | 14          | 9           |
| 12                                      | Marina Khalturina / Andrei Kriukov      | Kazakhstan  | 16.0   | 10          | 11          |
| 13                                      | Silvia Dimitrov / Rico Rex              | Allemagne   | 19.0   | 12          | 13          |
| 14                                      | Marie-Claude Savard-Gagnon / Luc Bradet | Canada      | 21.5   | 15          | 14          |
| 15                                      | Stephanie Stiegler / John Zimmerman     | États-Unis  | 21.5   | 13          | 15          |
| 16                                      | Danielle McGrath / Stephen Carr         | Australie   | 24.0   | 16          | 16          |
| 17                                      | Elaine Asanakis / Joel McKeever         | Grèce       | 26.0   | 18          | 17          |
| 18                                      | Olena Bilousivska / Stanislav Morozov   | Ukraine     | 26.5   | 17          | 18          |
| 19                                      | Svetlana Plachonina / Dmitri Kaplun     | Biélorussie | 28.5   | 19          | 19          |
| 20                                      | Elena Sirokhvatova / Oleg Shliakhov     | Lettonie    | 30.0   | 20          | 20          |
| 21                                      | Inga Rodionova / Alexander Anichenko    | Azerbaïdjan | 32.0   | 22          | 21          |
| 22                                      | Jekaterina Nekrassova / Valdis Mintals  | Estonie     | 34.0   | 24          | 22          |
| 23                                      | Maria Krasiltseva / Alexander Chestnikh | Arménie     | 34.5   | 23          | 23          |
| Abandon                                 | Lesley Rogers / Michael Aldred          | Royaume-Uni |        | 21          |             |
| Couple éliminé après le programme court |                                         |             |        |             |             |
| 25                                      | Elena Ershova / Evgeni Sviridov         | Ouzbékistan |        | 25          | NC          |

### Danse sur glace
| Rang                                               | Nom                                       | Nation      | Points | Danse imposée 1 | Danse imposée 2 | Danse originale | Danse libre |
| -------------------------------------------------- | ----------------------------------------- | ----------- | ------ | --------------- | --------------- | --------------- | ----------- |
| 1                                                  | Oksana Grichtchouk / Ievgueni Platov      | Russie      | 2.0    | 1               | 1               | 1               | 1           |
| 2                                                  | Anzhelika Krylova / Oleg Ovsiannikov      | Russie      | 4.0    | 2               | 2               | 2               | 2           |
| 3                                                  | Shae-Lynn Bourne / Victor Kraatz          | Canada      | 5.8    | 2               | 3               | 3               | 3           |
| 4                                                  | Sophie Moniotte / Pascal Lavanchy         | France      | 8.2    | 4               | 5               | 4               | 4           |
| 5                                                  | Marina Anissina / Gwendal Peizerat        | France      | 9.8    | 5               | 4               | 5               | 5           |
| 6                                                  | Elizabeth Punsalan / Jerod Swallow        | États-Unis  | 12.0   | 6               | 6               | 6               | 6           |
| 7                                                  | Irina Lobatcheva / Ilia Averboukh         | Russie      | 14.0   | 7               | 7               | 7               | 7           |
| 8                                                  | Irina Romanova / Igor Yaroshenko          | Ukraine     | 16.0   | 8               | 8               | 8               | 8           |
| 9                                                  | Barbara Fusar-Poli / Maurizio Margaglio   | Italie      | 18.8   | 9               | 10              | 10              | 9           |
| 10                                                 | Margarita Drobiazko / Povilas Vanagas     | Lituanie    | 19.2   | 10              | 9               | 9               | 10          |
| 11                                                 | Sylwia Nowak / Sebastian Kolasinski       | Pologne     | 22.4   | 12              | 12              | 11              | 11          |
| 12                                                 | Kati Winkler / René Lohse                 | Allemagne   | 25.2   | 13              | 14              | 13              | 12          |
| 13                                                 | Kateřina Mrázová / Martin Šimeček         | Tchéquie    | 25.6   | 11              | 11              | 12              | 14          |
| 14                                                 | Tatiana Navka / Nikolai Morozov           | Biélorussie | 26.8   | 14              | 13              | 14              | 13          |
| 15                                                 | Elizaveta Stekolnikova / Dmitri Kazarlyga | Kazakhstan  | 30.0   | 15              | 15              | 15              | 15          |
| 16                                                 | Marika Humphreys / Philip Askew           | Royaume-Uni | 32.0   | 16              | 16              | 16              | 16          |
| 17                                                 | Eve Chalom / Mathew Gates                 | États-Unis  | 34.8   | 18              | 17              | 18              | 17          |
| 18                                                 | Galit Chait / Sergei Sakhnovski           | Israël      | 35.2   | 17              | 18              | 17              | 18          |
| 19                                                 | Albena Denkova / Maxim Staviski           | Bulgarie    | 38.2   | 20              | 19              | 19              | 19          |
| 20                                                 | Chantal Lefebvre / Michel Brunet          | Canada      | 39.8   | 19              | 20              | 20              | 20          |
| 21                                                 | Angelika Füring / Bruno Ellinger          | Autriche    | 43.2   | 22              | 23              | 22              | 21          |
| 22                                                 | Aya Kawai / Hiroshi Tanaka                | Japon       | 44.0   | 21              | 21              | 21              | 23          |
| 23                                                 | Šárka Vondrková / Lukáš Král              | Tchéquie    | 45.2   | 23              | 24              | 23              | 22          |
| 24                                                 | Jenny Dahlen / Juris Razgulajevs          | Lettonie    | 47.6   | 24              | 22              | 24              | 24          |
| Couples de danse éliminés après la danse originale |                                           |             |        |                 |                 |                 |             |
| 25                                                 | Chantal Loyer / Justin Bell               | Australie   |        | 25              | 25              | 25              | NC          |
| 26                                                 | Kristina Kalesnik / Alexander Terentjev   | Estonie     |        | 26              | 27              | 26              | NC          |
| 27                                                 | Bianca Szijgyarto / Szilárd Tóth          | Hongrie     |        | 27              | 26              | 27              | NC          |
| 28                                                 | Olga Slobodova / Dmitri Beljk             | Ouzbékistan |        | 28              | 29              | 28              | NC          |
| 29                                                 | Lucine Chakmakjian / Corey Lapaige        | Belgique    |        | 29              | 28              | 29              | NC          |